# Den Himmelske Freds Port
Den Himmelske Freds Port (forenklet kinesisk: 天安门; traditionelt kinesisk: 天安門; pinyin: Tiān'ānmén; eller Tiananmen) er hovedindgangen til det kejserlige paladsområde, Den Forbudte By i Beijing i Folkerepublikken Kina. Den står langs nordenden af Den Himmelske Freds Plads. Ved porten udråbte Mao Zedong den 1. oktober 1949  Folkerepublikken Kina. Porten er på Folkerepublikken Kinas nationalvåben.
Porten hed oprindeligt Chengtianmen (forenklet kinesisk: 承天门; traditionelt kinesisk: 承天門; pinyin: Chéngtiānmén). Den blev opført i 1417. Den blev skadet af lynnedslag i 1457 og blev først repareret i 1465. Den blev skadet igen i krig i slutningen af Ming-dynastiet. I 1644 under Qing-dynastiet blev den brændt af oprørere under ledelse af Li Zicheng. Den blev genopbygget og fik sit nuværende navn i 1651.
Ligesom på andre af kejserrigets officielle bygninger er der rækker af små figurer på taget. Jo vigtigere en bygning var jo flere figurer skulle der stå på række. Den Himmelske Freds Port har det højeste antal figurer, nemlig 10.